# Kurs na Półwysep Jork
Kurs na Półwysep Jork – drugi tom serii Gucek i Roch komiksu autorstwa Adama Kołodziejczyka (scenariusz) i Janusz Christa (rysunki), opowiadający historię dwóch przyjaciół – marynarzy – Gucka i Rocha. Komiks ten po raz pierwszy ukazał się na łamach magazynu Relaxu (numery od 24 do 31) w latach 1979 – 1981. Pierwsze albumowe wydanie komiksu miało miejsce w 1986 roku, przez Krajową Agencję Wydawniczą.
Komiks podzielony jest na osiem epizodów:
- Niebezpieczny pasażer
- Pułapka
- W kraterze Urukora
- Przyjaciel Burui
- Stalowa skrzynia
- Złoty posąg
- Kacyk Tarataj
- Bohater Roch

## Fabuła komiksu
Marynarze i dwaj przyjaciele Gucek i Roch płyną na statku Włodołaz z Japonii do Australii. Podczas rejsu na jednej z wysp Archipelagu Malajskiego na ich statek wdziera się uzbrojona banda. Chcą wykorzystać statek do przemytu dużej ilości opium. Gucek i doktor Anna zostają porwani i umieszczeni na wyspie. Guckowi udaje się uciec i postanawia odnaleźć porwaną lekarkę. Pomaga mu w tym miejscowy Malaj – Burui. Zostają jednak schwytani. Grozi im śmierć przez spalenie, eksplozja skrzyni z gazem obezwładniającym, ratuje im życie, Roch z Burui ponownie uciekają. Doktor Anna przebywa u kacyka Tarataja, który szykuje wyprawę przeciw przemytnikom. Tymczasem na Włodołazie Roch ocala statek przed wybuchem podłożonej bomby. Kapitan po wyładowaniu towaru, daje rozkaz powrotu do kraju. Na morzu znajdują dryfujących Gucka i Annę, a z radia dowiadują się o złapaniu bandy handlarzy opium.

## Bohaterowie komiksu
- Gucek – marynarz o jasnych włosach na statku Wodołaz, przyjaciel Rocha
- Roch – marynarz na statku Wodołaz, o lekko zaokrąglonych kształtach, przyjaciel Gucka
- Anna – urokliwa lekarka na statku Wodołaz

## Scenariusz komiksu
Na okładce komiksu widnieje jako autor scenariusza Adam Kołodziejczyk, jednak faktycznym autorem jest sam Janusz Christa, on sam tak to tłumaczy: To był naczelny KAW-u. Mój dobry przyjaciel. Morze wódki wypiliśmy. Już nie żyje. Pewnego razu spytał, czy nie może się podpisać pod komiksem. Chciał być autorem, literatem. To jest jednak mój scenariusz. Niech mu ziemia lekką będzie.

## Wydania[4]
- Relax (numery od 24 do 31) w latach 1979 – 1981
- wyd. I – KAW, rok 1986
- wyd. II – KAW, rok 1988
- wyd. III – Egmont, rok 2004 (w antologii "Kajtek, Koko i inni" – wersja czarno-biała)
- wyd. IV – Egmont, rok 2014 (w serii "Klasyka polskiego komiksu" tom 19, jako Gucek i Roch)